# Karabin Mle 1777
Karabin Mle 1777 (fr. fusil Charleville Modèle 1777) – podstawowy karabin armii francuskiej od końca ancien régime’u poprzez rewolucję francuską i I Cesarstwo do podboju Algieru w latach 30. XIX wieku.
Broń ta powstała w wyniku długoletnich doświadczeń francuskich rusznikarzy, głównie z okresu wojny siedmioletniej, oraz reform broni palnej francuskiej armii przeprowadzonej przez Gribeauvala. W stosunku do swojego poprzednika – karabinu Mle 1717 – Mle 1777 miał esowaty kurek o ruchomych szczękach, w których mieściła się skałka (należało ją wymienić po kilkudziesięciu strzałach). Dodatkowo kurek uczyniono masywniejszym i wytrzymalszym, podpierając ażurowy otwór (w sercowatym kształcie) pośrodku. To rozwiązanie okazało się tak dobre, że wielokrotnie kopiowano je w innych typach karabinów skałkowych z epoki. Do oddania strzału używano patronu w papierowej tulei z prochem o wadze 12 gramów i 16,5 mm pociskiem (kulą ołowianą) o wadze 27 gramów. Jako broń do walki wręcz używano bagnetu tulejowego (kłującego) o długości 378 milimetrów.
Broń produkowano w fabrykach broni w Maubeuge, Wersalu, Tulle i Saint-Étienne. W okresie Konsulatu i Cesarstwa karabin poddano wielu modernizacjom (udoskonalony karabin Mle AN IX powstał w 1801). Oprócz armii francuskiej karabin użytkowany był w armiach sprzymierzonych z Francją, w tym Armii Księstwa Warszawskiego. Używany był także w Wojsku Polskim Królestwa Kongresowego.
Broń ta wykorzystywana była przez Polaków jeszcze w czasie powstania styczniowego. We wspomnieniach z epoki pojawiają się wzmianki o używaniu wtedy niedużych ilości tej broni.